# Kamionka (dopływ Warty koło Międzychodu)
Kamionka – rzeka będąca lewobrzeżnym dopływem Warty o długości 21,5 km i powierzchni zlewni 133,7 km². 
Rzeka ma swoje źródło w okolicy miejscowości Lewice, a uchodzi do Warty w okolicy Międzychodu. W zlewni położone są liczne jeziora, m.in. Koleńskie, Bielskie, Lubiwiec, Sołeckie, Janukowo i Ławickie. Fragment dorzecza stanowi Pszczewski Park Krajobrazowy. Na obszarze zlewni funkcjonują liczne gospodarstwa rolne, a także duża ferma trzody chlewnej w Miłostowie. Ścieki bytowe wywożone są do oczyszczalni w Międzychodzie lub Sierakowie i odprowadzane do Warty. Na terenach wzdłuż rzeki zlokalizowanych jest szereg stawów rybnych o łącznej powierzchni ponad 52,3 ha.